# Did You Ever See a Dream Walking?
Did You Ever See a Dream Walking? es una canción popular escrita por Harry Revel con letra de Mack Gordon, para la película de 1933 Sitting Pretty, donde era cantada por Art Jarrett.
Muchos artistas tuvieron éxito cantando esta canción como Eddy Duchin —que llegó al número 1 en ventas—, Guy Lombardo —al número 2— o Bing Crosby, al número 5.